# İnce-Minareli-Medrese

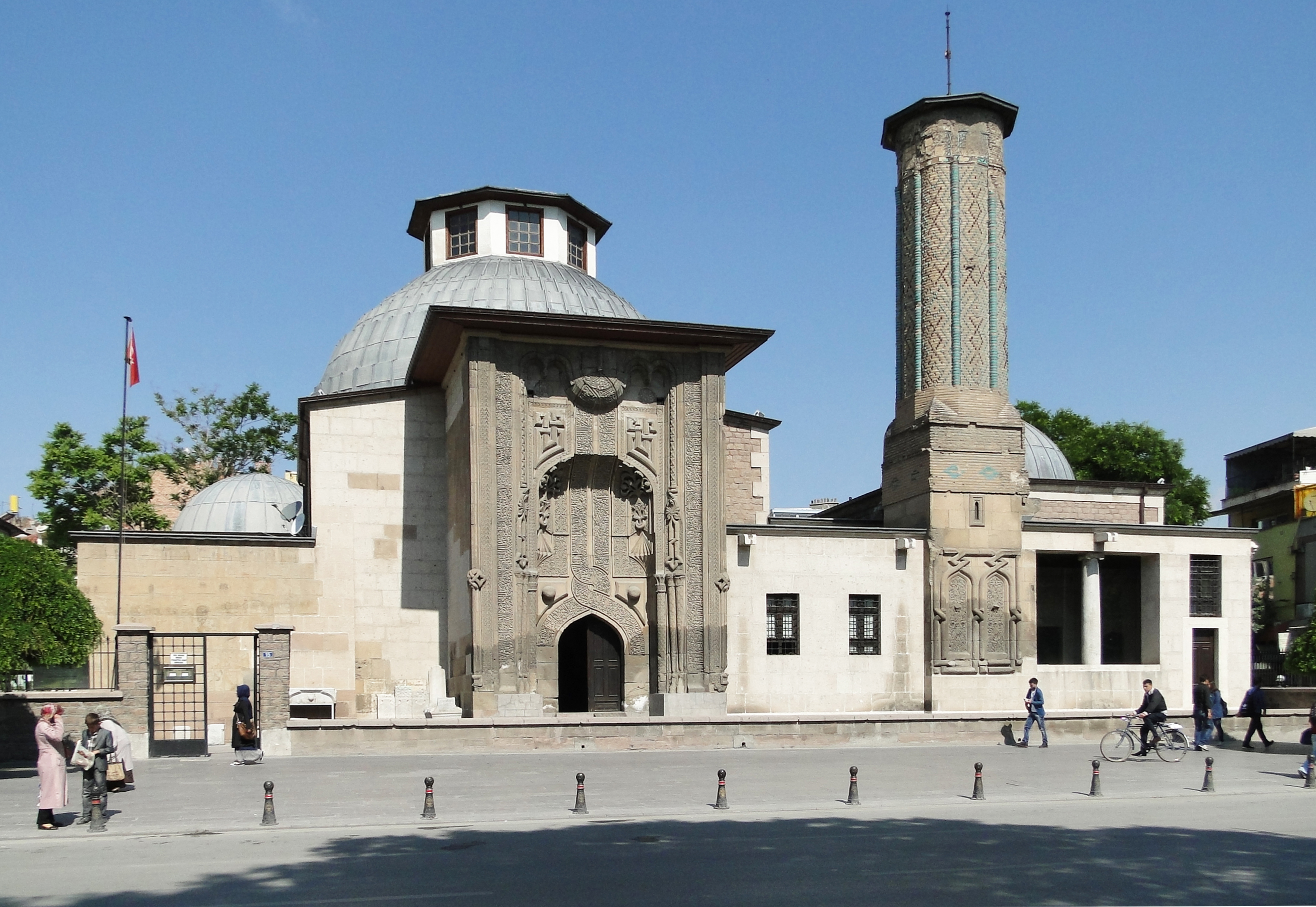
Ostfassade der İnce-Minareli-Medrese mit dem Hauptportal

Die İnce-Minareli-Medrese (dt.: „Medrese mit dem schlanken Minarett“) ist eine islamische Medrese in Konya, Türkei. Errichtet 1260–1265 als religiöse Stiftung des rum-seldschukischen Wesirs Sahip Ata Fahrettin Ali stellt sie ein bedeutendes Bauwerk der seldschukischen Architektur dar. Zusammen mit anderen seldschukischen Medresen wurde sie am 15. April 2014 zur Aufnahme in die Liste des UNESCO-Welterbes vorgeschlagen. Seit 1956 beherbergt die Medrese das Museum für Stein- und Holzkunst (Taş ve Ahşap Eserler Müzesi).

## Architektur
Die İnce-Minareli-Medrese liegt am Westhang des Alaaddin-Hügels im Stadtzentrum von Konya, der alten Hauptstadt des Sultanats der Rum-Seldschuken. Ihr Grundriss ist rechteckig und misst etwa 23,6 × 20,3 m. Am östlichen Teil der Nordseite befindet sich eine Kuppelmoschee mit einer zweibogigen Vorhalle (Son cemaat yeri). An der südöstlichen Ecke dieser Vorhalle befindet sich das Minarett mit heute noch zwei erhaltenen Balkonen (șerefe). Sein Sockel ist aus Stein, darüber ist der runde Turm aus Backsteinen aufgemauert. Ursprünglich war das Minarett deutlich höher und gab der Medrese ihren Namen. Im Jahr 1901 stürzte nach einem Blitzschlag der Teil oberhalb der ersten Galerie ein, so dass der Turm heute optisch gedrungener wirkt. Das etwa 7 m hohe und 5,5 m breite Hauptportal ragt weit aus der Mitte der Ostfassade hervor. Die Zellen der Studenten und Lehrer sind um die Nord- und Südseiten des Innenhofes herum angeordnet, der von einer Kuppel überwölbt ist. Im Westen befanden sich zwei Unterrichtsräume für den Winter sowie ein zum Hof hin offener Iwan, der ebenfalls als Raum für die Lehre diente. Die Winterräume, Moschee und die Wohnzellen mit Ausnahme von zwei Räumen am östlichen Ende des Nordflügels liegen heute in Ruinen.
Das östliche Hauptportal unterscheidet sich von anderen Beispielen dieses Bautyps durch seine Form und seine dekorative Gestaltung. Aus Hausteinen errichtet, dominiert es die Gestaltung der Ostfassade. Es ist mit monumentalen Inschriften in Thuluth-Kalligrafie verziert. Diese geben die ersten 13 Verse der 36. Sure des Koran, Ya-Sin, sowie die Sure al-Fātiha wieder. Die Inschrift der obersten Rosettenreliefs des Eingangstors nennt in kufischer Schrift den Namen des Architekten: Eine Rosette trägt die Worte „ʿamal-I Kelük“ („Werk des Kelük“), die andere „bin ʿAbd-Allah“ („Sohn des ʿAbd-Allah“). Zwischen dem Spitzbogen des Ostportals und dem Innenhof liegt eine Eingangskammer mit einem Kreuzgewölbe.
Die Innenschale der Kuppel über dem Innenhof ist mit dunkelviolett- und türkisfarbenen Kacheln ausgekleidet. Um die Basis der Kuppel verläuft eine weitere Inschrift: „Il-mülkü l'illah – Gottes ist das Eigentum“. Die Kuppel wird von Pendentifbögen getragen und besitzt einen Oculus. Unter der Kuppel befindet sich ein quadratisches Wasserbecken im Zentrum des Hofes. Die Innenräume sind aus Ziegelsteinen aufgemauert. Auch die dem Innenhof zugewandten Wände sind reich ornamentiert. Die Außenmauer des Minaretts und die Außenschale der Kuppel sind mit glasierten und unglasierten, teils versetzt angeordneten Ziegeln dekorativ gestaltet.

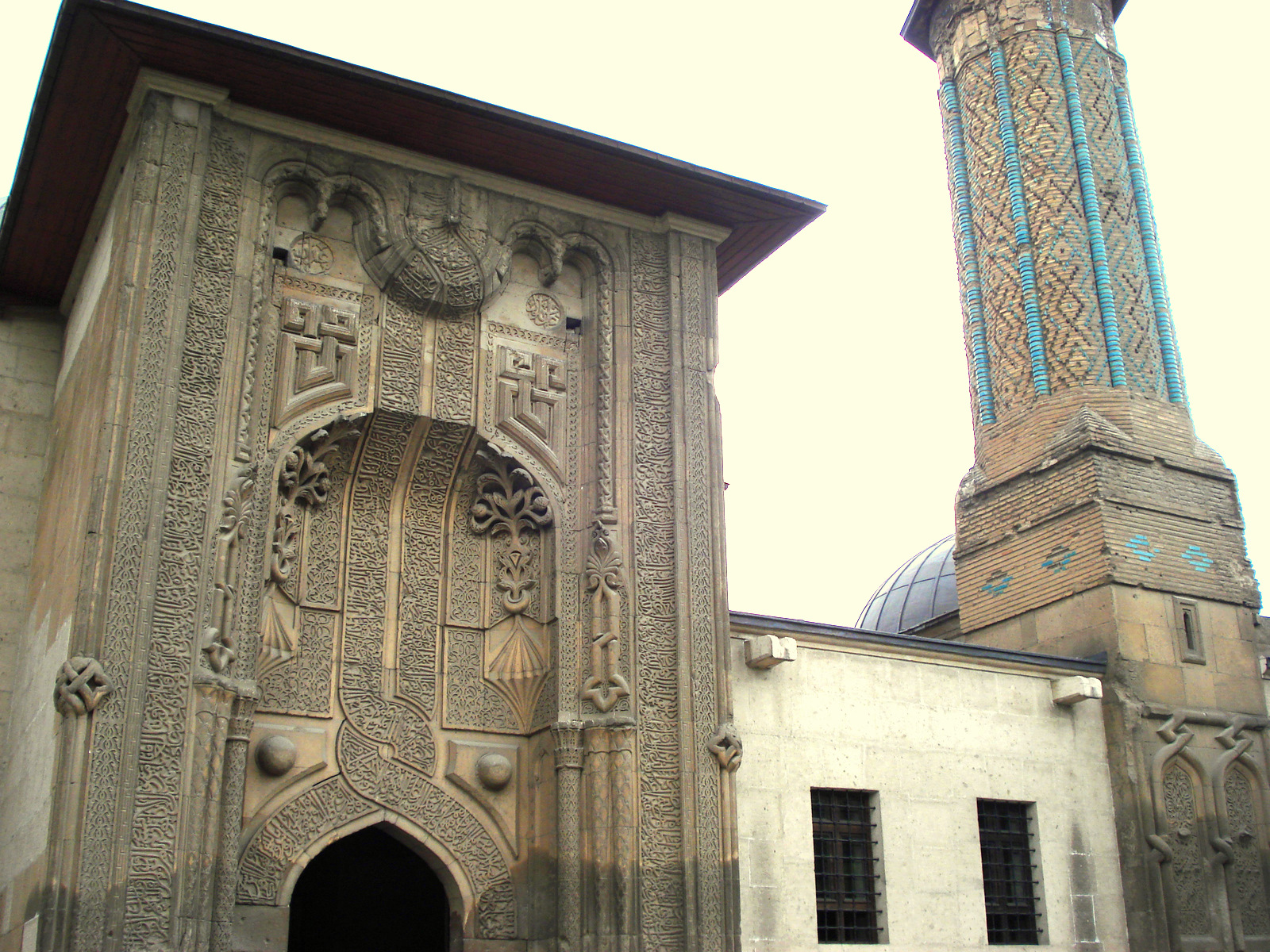
Ostportal und Minarett
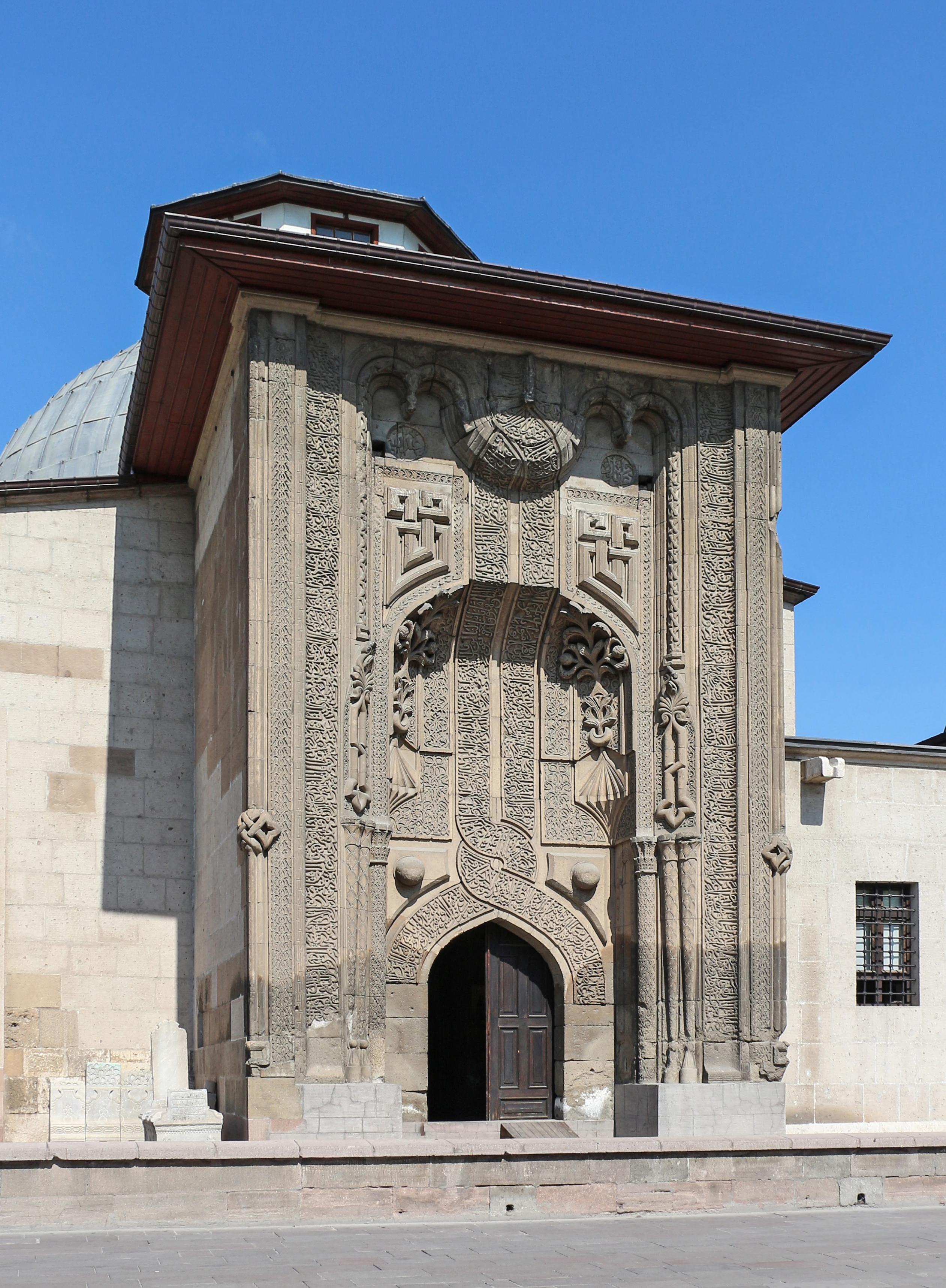
Ostportal
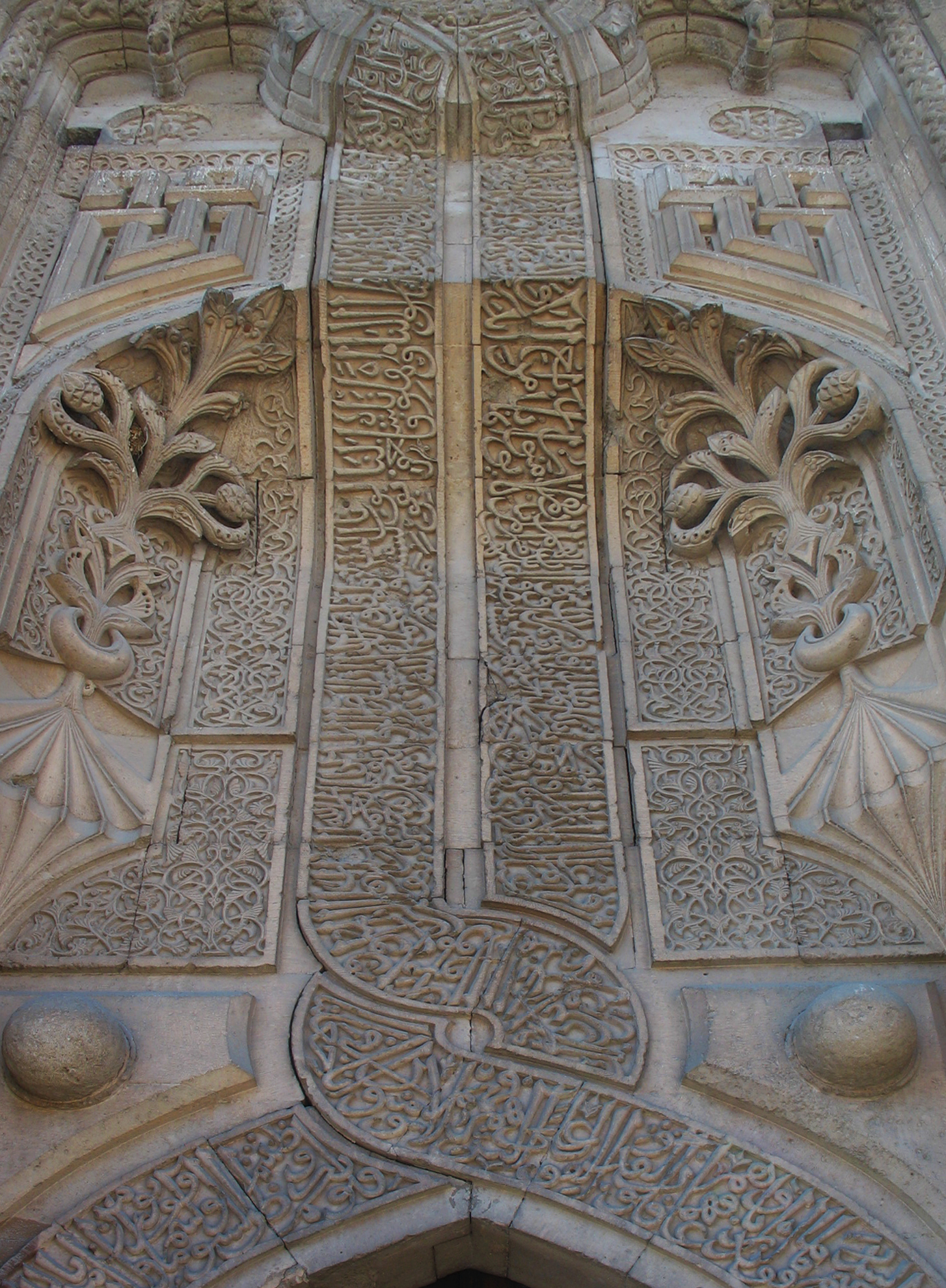
Details der Fassade
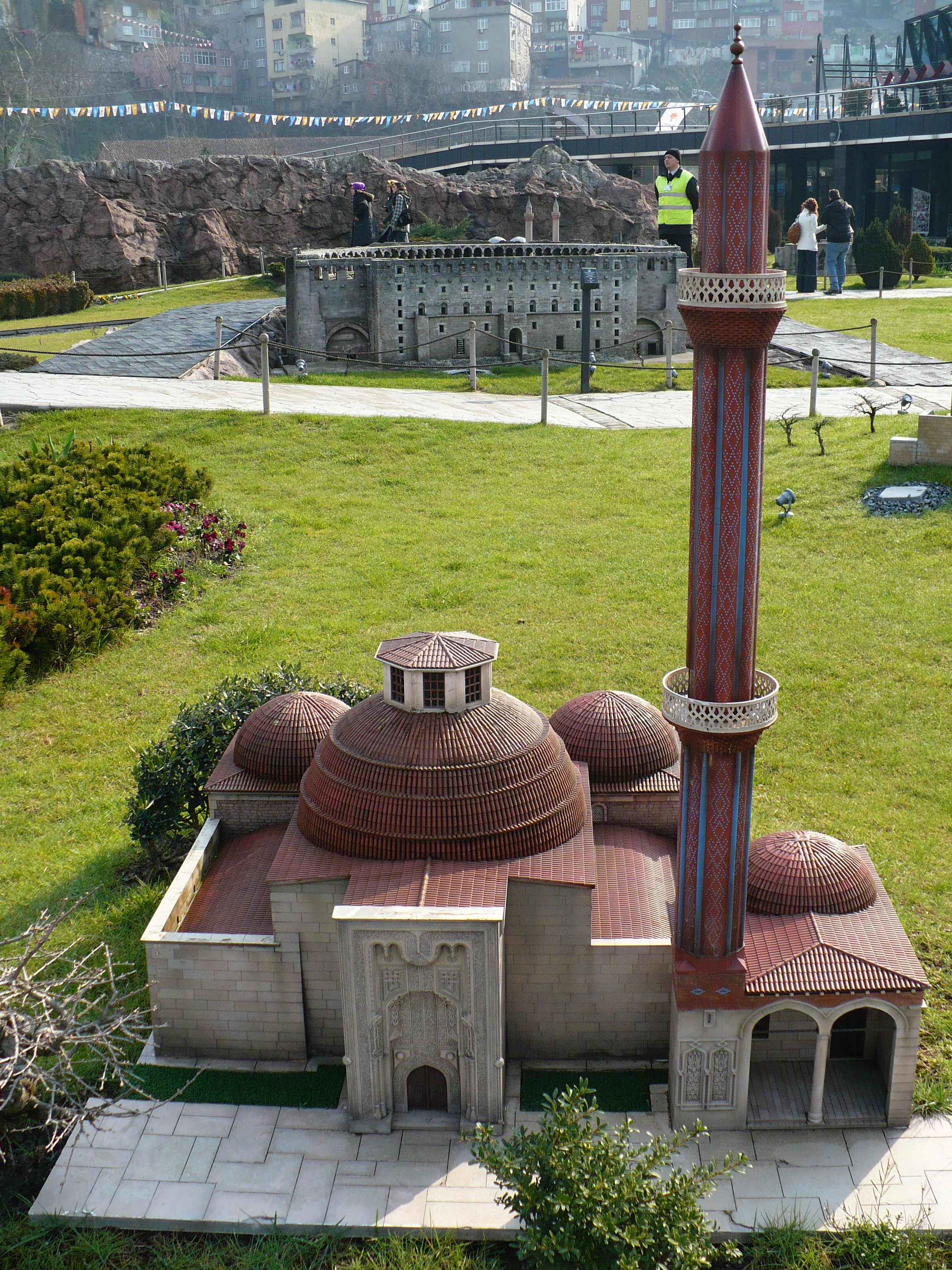
Modell der Medrese in der Miniatürk, Nachbildung des Minaretts in ursprünglicher Höhe